# سرخ‌ماهی اطلس
سرخ‌ماهی اطلس (نام علمی: Sebastes fasciatus) نام یک گونه از سرده صخره‌ماهی است.